# グラントハイツ

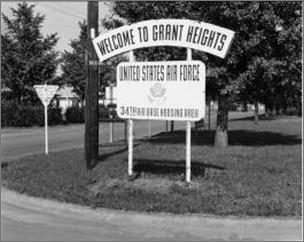
"ようこそグラントハイツへ"の正門案内看板

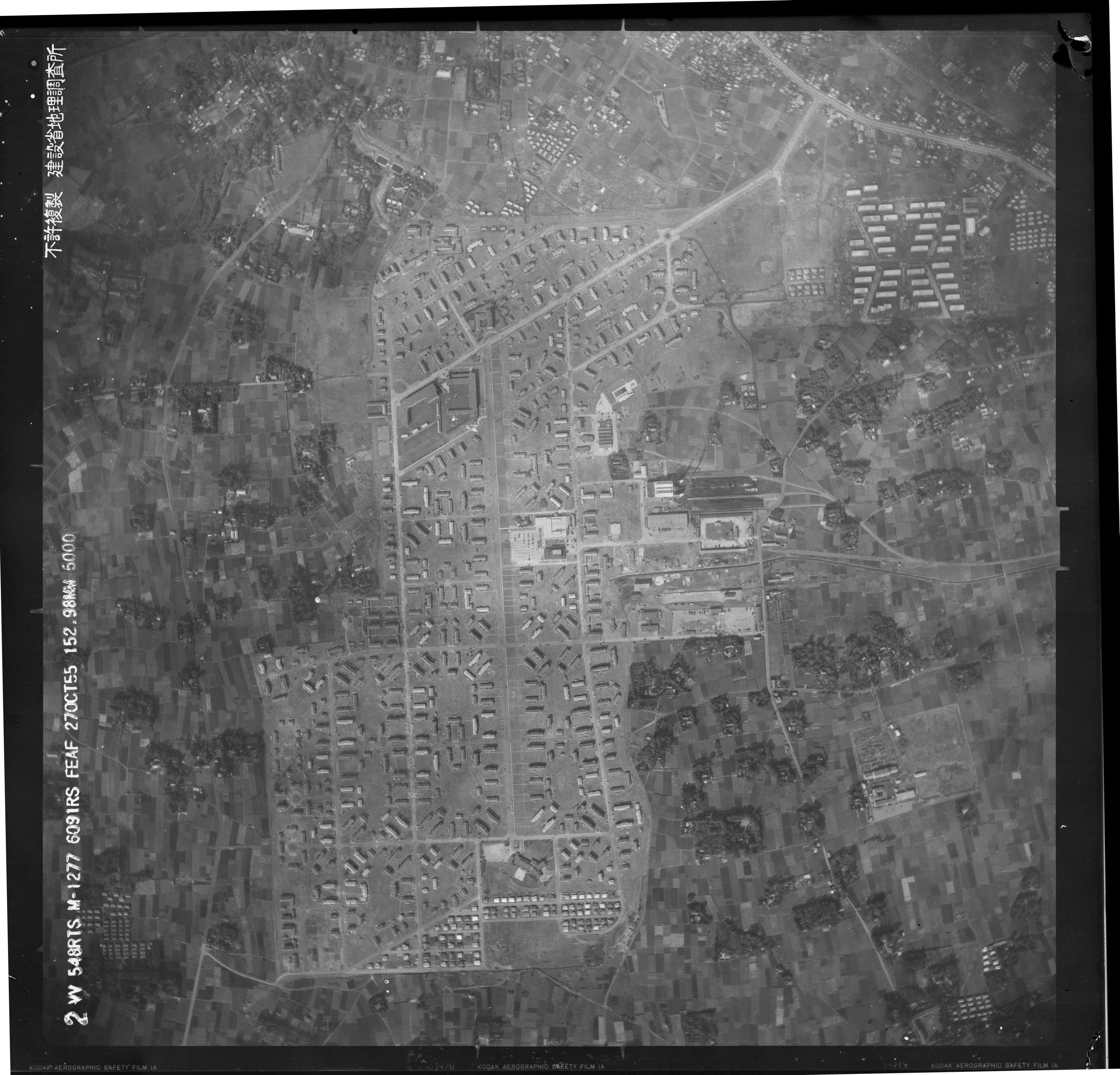
グラントハイツ周辺の航空写真（1955年10月27日アメリカ軍撮影。国土交通省国土地理院「地図・空中写真閲覧サービス」より）

グラントハイツ（Grant Heights）は、1947年（昭和22年）から1973年（昭和48年）まで東京都練馬区に存在したアメリカ空軍の家族宿舎。

## 概要

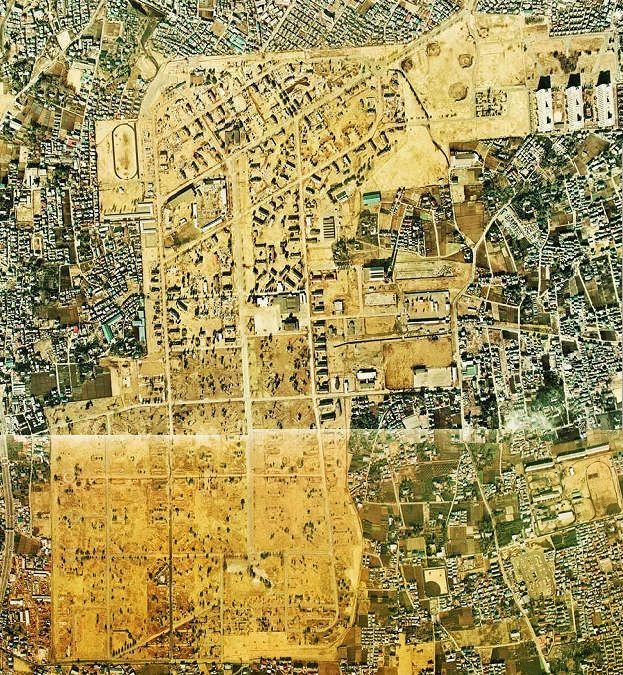
Grant Heights 全体の概要図　1974年（昭和49年）撮影の航空写真より

1942年（昭和17年）、日本陸軍は帝都防空を目的に成増飛行場をこの地に建設した。戦後になって同飛行場を接収した連合国軍（GHQ）は、この地にアメリカ陸軍家族宿舎を建設した。その物資などの輸送のために軍用輸送線が東武啓志線としてこの地に延伸し「ケーシー駅（啓志駅）」ができた。
その後、1958年（昭和32年）にはアメリカ空軍第5空軍が管理を引き継ぎ、後に、アメリカ空軍第34空軍の家族宿舎 (Grant Heights 34th Air Base Housing Area) となった。
正式名は、時期により「グラントハイツ (Grant Heights)」、「グランド・ハイツ住宅地区」、「グラント・ハイツ住宅地区 (Grant Heights Housing Area)」と推移する。名称の由来は、第18代アメリカ大統領のグラント将軍にちなむ。グランドは誤り。
敷地面積約1.81 km2、建物数約730、入居家族世帯は1,284で、各種施設があり、多くの日本人も、メイド、ボーイ、運転手として働いた。
現在は、東京都練馬区光が丘の全域およびその周辺地域である。

## 沿革

### 1940年代
- 1945年（昭和20年）
  - 8月 - 太平洋戦争敗戦により、成増飛行場が連合国に接収される。
  - 8月24日 - 米軍が視察し、連合国軍第2230部隊が駐留する。
  - 10月30日 - 成増飛行場が、米軍に移管される。
- 1946年（昭和21年）
  - 食糧難に苦しむ付近住民が、旧飛行場の東西滑走路の開墾を申し出て、当面の許可が出たため、麦などを植えた。(翌年、開発が始まり、収穫前に畑は道路などになる)
  - 3月25日 - 軍用線が東武啓志線として全線開通。啓志（ケーシー）駅ができる。啓志は進駐軍のケイシー中尉かその父のケイシー少将に因む。駅の場所は現在の光が丘秋の陽小学校の北側[1]。
- 1947年（昭和22年）
  - 3月3日 - 連合国軍が、成増飛行場跡地をグラントハイツと改称する。
  - 4月5日 - アメリカ陸軍航空軍の家族宿舎を建設着工。

米軍から要請を受けた東京都が「成増建設事務所」を設け、全国の大小建設会社80社、のべ280万人の労働者、70万袋のセメントを投入した
  - 6月 - 啓志駅をグラントハイツ駅へ改称。
  - 9月18日 - アメリカ空軍省設立に伴い、アメリカ空軍第34空軍の家族宿舎となる。
- 1948年（昭和23年） 6月 - 家族宿舎が完成する。

### 1950年代
- 1952年（昭和27年） 
  - 7月26日 - 日本国とアメリカ合衆国との間の安全保障条約第3条に基く行政協定第2条により、旧JPNR22の施設について、米軍施設名「グランド・ハイツ住宅地区」（FAC（施設）番号3006）として、練馬区土支田町、高松町、田柄町、春日町、旭町の一部が、米軍無期限使用施設に指定される[2]。
  - 9月1日 - 区長選任制が導入され、練馬区長が不在となり、これ以降グラントハイツ返還が棚上げ状態となる。
- 1954年（昭和29年） 3月11日 - 一部建物を接収解除とする[3]。
- 1955年（昭和30年）
  - 3月29日 - 建物その他各種設備が、追加接収される[4]。
  - 4月8日 - 一部土地を接収解除とする[5]。
- 1956年（昭和31年）
  - 3月31日 - 一部建物を接収解除とする[6]。
  - 11月9日 - 練馬区議会、区長に須田操・前区長を選任。
- 1957年（昭和32年） 2月12日 - 建物その他各種設備が、追加接収される[7]。
- 1958年（昭和33年）
  - 2月11日 - 一部建物を接収解除とする[8]。
  - 4月1日 - 機械器具が、追加接収される[9]。
  - 7月1日 - アメリカ第5空軍が、アメリカ陸軍から管理を引き継ぐ[10]。
  - 9月26日 - 狩野川台風により田柄用水があふれ浸水被害。
- 1959年（昭和34年）
  - 6月30日 - 谷原町の一部を、追加接収する[11]。
  - 7月22日 - 東武啓志線が廃線。
  - 11月30日 - 一部土地を接収解除とする[12]。

### 1960年代
- 1961年（昭和36年） 4月19日 - 日米政府間協定上の米軍施設名が「グラント・ハイツ住宅地区」に改まる[13]。
- 1962年（昭和37年）
  - 4月10日 - 一部土地、建物を接収解除とする[14]。
  - 5月9日 - 一部土地、建物を接収解除とする[14]
  - 5月30日 - 一部土地、建物を接収解除とする[14]
- 1963年（昭和38年） 3月11日 - 民有地の一部を接収解除とする[15]。
- 1964年（昭和39年）
  - 3月3日 - 建物の一部を接収解除とする[16]。
  - 4月30日 - 建物の一部を接収解除とする[17]。
  - 5月25日 - 土地の一部を接収解除とする[18]。
  - 12月18日 - 練馬区長（須田操）が、東京都知事（東龍太郎）にグラントハイツ開放を要請[10]。
- 1965年（昭和40年）
  - 4月20日 - 建物の一部を接収解除とする[19]。
  - 9月30日 - 国有物を、追加接収する[20]。
- 1966年（昭和41年）
  - 2月28日 - 建物の一部を接収解除とする[21]。
  - 4月10日 - 建物の一部を接収解除とする[22]。
  - 11月30日 - 建物の一部を接収解除とする[23]。
- 1968年（昭和43年）
  - 6月3日 - 第58回国会参議院本会議にて「練馬グランドハイツ汚水処理場（東京都練馬区）改善に関する請願」が、産業公害及び交通対策特別委員会決定の通り、異議なしで採択された。
  - 12月6日 - アメリカ軍が、代替地の提供を条件として、返還する意思を表明[10]。
- 1969年（昭和44年）
  - 8月14日 - 国有物（在日相互防衛援助事務所（旧米軍軍事援助顧問団）が使用していた睦台アパート）を、追加接収する[24]。
  - 8月27日 - 防衛庁長官（有田喜一）が、グラントハイツを視察し、返還につき米軍と話し合いが付いた旨を表明[10]。
  - 9月1日 - 田柄町1丁目、田柄町2丁目、高松町1丁目の一部、高松町2丁目の一部、旭町の一部をもって、光が丘とする住居表示を施行[25]。

### 1970年代
- 1971年（昭和46年）8月1日 - 外務省にて日米安全保障協議委員会が開かれ、1974年（昭和49年）3月を期限として全面返還を合意[10]。
- 1972年（昭和47年）
  - 敷地の半分を公園、半分を団地などの住宅地にする跡地の再開発計画の策定
  - 7月31日 - 土地建物の一部を接収解除とする[26]。
- 1973年（昭和48年）
  - 7月18日 - 土地建物の一部を接収解除とする[27]。
  - 9月30日 - 全部返還となる[28]。

## 施設
- 出入口
  - 正門 - 現在の赤塚新町小学校付近
  - 成増口 - 現在の光が丘公園地域安全センター付近
  - 土支田口 - 現在の光丘高校南側
  - 高松口 - 現在の光が丘わかば幼稚園付近
  - 田柄口 - 現在の光が丘秋の陽小学校南側
- 鉄道
  - グラントハイツ駅（旧啓志駅。東武啓志線） - 現在の田柄高校周辺
- ヘリポート - 正門南に所在。現在の赤塚新町小学校付近。
- 診療所 - 現在の光が丘駐車場付近
- PX - 現在の光が丘図書館付近など3か所
生活用品を販売。免税店。
- 礼拝堂 - 現在の光が丘公園憩いの森付近
- 学校 - 現在の光が丘公園内、光丘高校口付近
- 消防署 - 現在の光が丘公園野球場付近
- プール - 現在の光が丘公園野球場付近
- 映画館 - 現在の光が丘図書館付近
- ゴルフ練習場 - 現在の光が丘公園陸上競技場付近
- 将校クラブ - 現在の夏の雲公園北端付近
- 下士官クラブ - 成増口南東に所在。
- モータープール - 現在の光が丘第七小学校付近
- バスターミナル - 現在の田柄第三小学校付近
- 空調施設内燃工場 - 現在の光が丘第十一保育園付近
巨大な煙突と、啓志線の貨物引込線があり、石炭搬入ホームがあった。
- 汚水処理場 - 現在の光が丘公園牛房口付近

## 汚水処理場問題
武蔵健児学園の跡地に、汚水処理場が設置された。
1947年（昭和22年）に作られた地上散布濾床方式の汚水処理場は、悪臭やハエの大量発生があった。
1966年（昭和41年）に、周辺住民から臭気とハエの発生の防止について改善の申し入れが、東京都を通じて防衛施設庁へあった。
この問題につき、1968年（昭和43年）の第58回国会（参議院）および1969年（昭和44年）の第61回国会（衆議院）で取り上げられ、1970年（昭和45年）度の防衛施設庁予算に問題解決費が算入された。